# Карнеад
Карнеад (на старогръцки: Καρνεάδης Karneádēs; на латински: Carneades, Karneades; * 214/213 пр.н.е. в Кирена; † 129/128 пр.н.е. в Атина) е гръцки философ и схоларх на Платоновата академия по времето на  елинизма, когато преподаваното там клони към скептицизма. Понякога е наричан Карнеад Стари, за да се различава от своя ученик със същото име. Не оставил писмени съчинения, макар че дълго години преподавал и имал множество слушатели..
Роден е в Кирена,  днешна Либия, но се установява в  Атина, където отишъл да изучава стоическата философия, излагана от Хризип. В Платоновата академия учи при Хегезин от Пергамон, който тогава е неин ръководител. Посещава и лекциите по логика на Диоген Вавилонски, ръководителя на стоическата философската школа, Стоа. 
През 155 пр.н.е. атинските управители изпращат  в Рим „философска делегация“ от ръководители на трите (от четирите) най-големи философски школи в Атина, за да пледират преразглеждането наложените на града санкции. Карнеад представял академията, Диоген — Стоата, и Критолай от Фазелис - Перипат.
Неговият най-голям противник е философът Антипатър от Тарс, наследникът на Диоген като ръководител на Стоа.
Карнеад е много работлив и не се жени. Той оставял ноктите на ръцете му да растат. Карнеад напуска ръководството на училището през 137/136 пр.н.е. по здравословни причини – вероято е ослепял — но не се самоубива като противника му Антипатър от Тарс.
Негови наследници са учениците му Карнеад Млади († 131/130 пр.н.е.) и след това Кратес от Тарсос († 127/126 пр.н.е.) и Клитомах († 110/109 пр.н.е.).